# حمیدرضا آصفی
حمیدرضا آصفی (زادهٔ ۱۳۳۱ تهران) دیپلمات ایرانی است که سخنگوی وزارت امور خارجه ایران و سفیر ایران در کشورهای امارات متحده عربی، آلمان و فرانسه بوده‌است. آصفی دارای مدرک دکترای شیمی از دانشگاه اسکس انگلستان است.

## سوابق
- فعال در ایرنا
- معاون صدا و سیما
- مدیر کل آمریکا وزارت امور خارحه
- مدیر کل غرب اروپا
- عضو هیئت مدیره باشگاه استقلال
- سخنگوی وزارت امور خارجه
- معاون کنسولی امور مجلس و ارتباطات وزارت امور خارجه
- سفیر ایران در آلمان شرقی
- سفیر ایران در فرانسه
- سفیر ایران در امارات متحده عربی